# LG Leinfelden-Echterdingen
Die LG Leinfelden-Echterdingen ist eine 1992 gegründete Leichtathletikgemeinschaft aus Leinfelden-Echterdingen in Baden-Württemberg. Sie ist Teil der Sportgemeinschaft Leinfelden-Echterdingen (SG LE) und besteht aus den drei Leichtathletikabteilungen des TSV Leinfelden e. V., TSV Musberg e. V. und SpVgg Stetten/Filder 1900 e. V.
In den letzten Jahren konnten in der Gemeinschaft immer wieder Titel von Kreis- bis Bundesebene erreicht werden.

## Bekannte (ehemalige) Sportler
- Zehnkampf: Leo Neugebauer (* 2000) (bis 2023)
- Stabhochsprung: Anjuli Knäsche (* 1993) (bis 2023)